# Cochoa pourpré
Cochoa viridis
Espèce
Statut de conservation UICN

 LC  : Préoccupation mineure
Le Cochoa pourpré (Cochoa purpurea) est une espèce de passereau de la famille des Turdidae.
Son aire s'étend à travers le Yunnan, la Birmanie et le nord-est du sous-continent indien.